# Typhis Pernambucano
O Typhis Pernambucano foi um periódico brasileiro fundado e editado por Frei Caneca no contexto da Confederação do Equador.
Em formato 21 x 30 centímetros, a sua periodicidade era semanal, às quintas-feiras. O seu primeiro número circulou em 25 de dezembro de 1823, encerrando-se a sua publicação em 12 de agosto de 1824.

## Linha editorial
Tendo por inspiração e referência na mitologia grega, o discípulo da deusa Atena na arte da navegação, Tífis - piloto do Argo, embarcação construída para a busca do Velocino de ouro -, Frei Caneca buscava a liberdade constitucional, usando a linguagem de um argonauta (tripulante do Argo).
Respeitando a liberdade de imprensa, sancionada em 22 de novembro de 1823, o periódico era utilizado para fazer crítica política e defender a liberdade constitucional.
Trazia, como epígrafe, em todos os números, versos de Os Lusíadas, de Luís Vaz de Camões:
"Uma nuvem que os ares escurece
sobre nossas cabeças aparece."

## Fonte histórica
Os vinte e nove exemplares do Typhis Pernambucano foram preservados em reedições e cópias posteriores.
Em 1972 a Assembléia Legislativa de Pernambuco publicou Obras políticas e literárias, uma edição facsimilar de Frei Caneca.
Em 1984 o Senado Federal reeditou o Typhis Pernambucano, em obra organizada por Vamireh Chacon e Leonardo Leite Melo.